# Frontignan

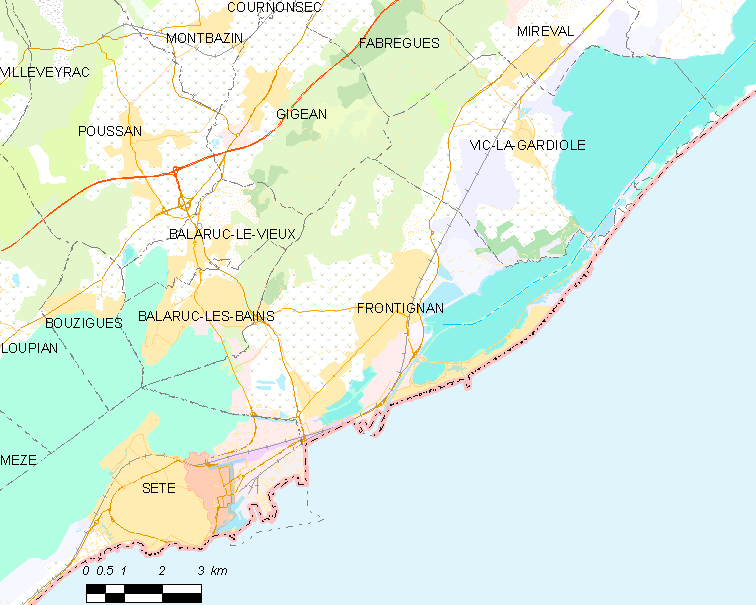
Mapa

Frontignan (en occitano: Frontinhan) es una ciudad de 23 068 habitantes. Se encuentra en el departamento francés de Hérault  (región de Occitania). La ciudad es el chef-lieu del cantón de Frontignan. 

## Geografía
Está situada a orillas del mar Mediterráneo.

### Localidades limítrofes
El término municipal de Frontignan limita con las localidades de Sète, Gigean, Vic-la-Gardiole, Villeneuve-lès-Maguelone, Balaruc-les-Bains y Balaruc-le-Vieux.

## Demografía
| 1 100 | 1 416 | 1 398 | 1 491 | 1 966 | 1 844 | 1 926 | 2 129 | 2 077 | 2 574 | 3 000 | 3 225 | 3 537 | 3 164 | 3 326 | 3 603 | 3 902 | 4 470 | 4 668 | 5 174 | 5 283 | 5 483 | 5 859 | 6 243 | 6 096 | 6 998 | 8 309 | 11 141 | 12 238 | 14 951 | 16 245 | 19 145 | 23 068 |
| Para los censos de 1962 a 1999 la población legal corresponde a la población sin duplicidades (Fuente: INSEE [Consultar]) |       |       |       |       |       |       |       |       |       |       |       |       |       |       |       |       |       |       |       |       |       |       |       |       |       |       |        |        |        |        |        |        |

## Lugares de interés y monumentos
- Iglesia parroquial Saint-Paul.

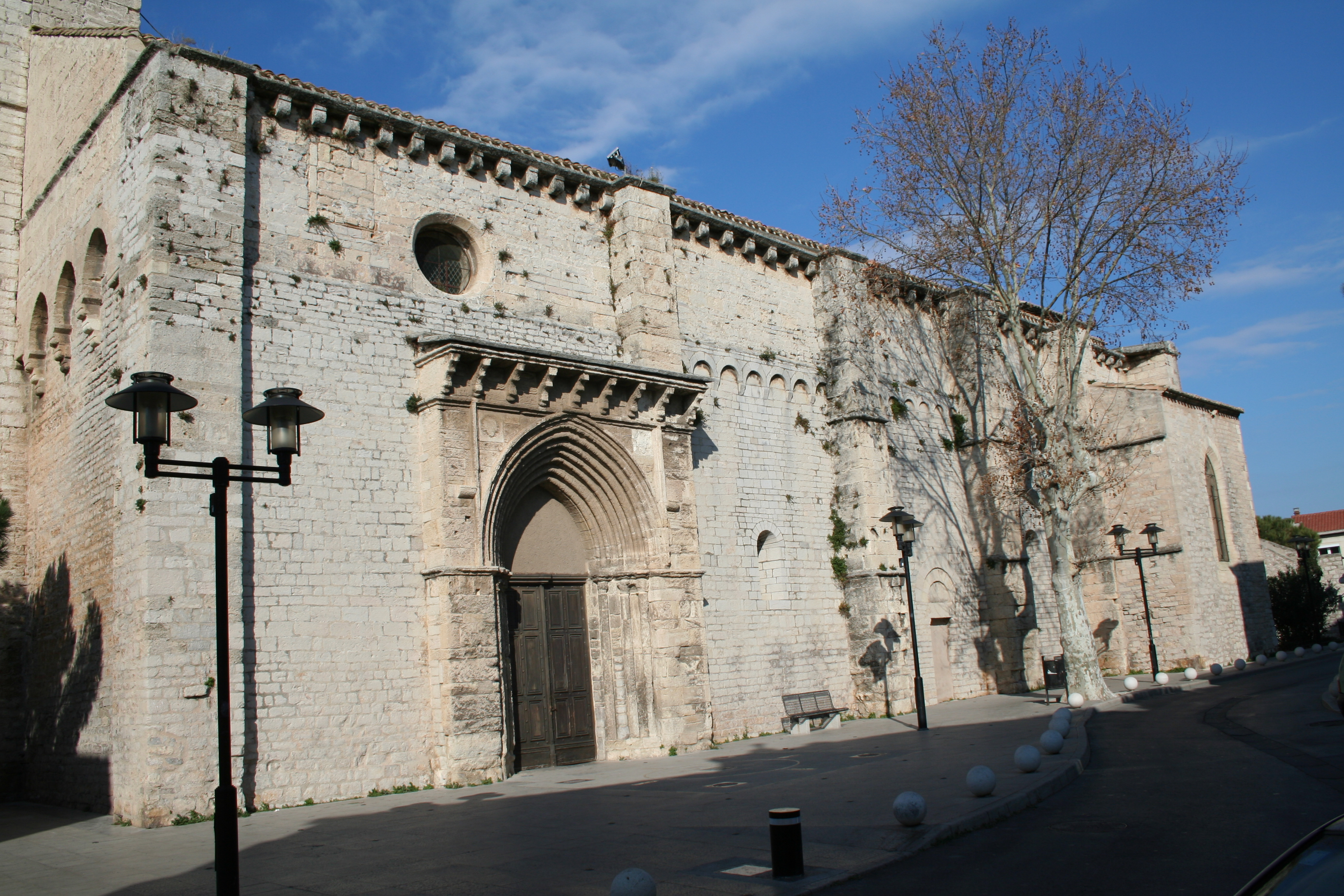
Iglesia St-Paul.

- Capilla de los Penitentes, que alberga el museo municipal.
- Puerto deportivo.
- Playa.

## Famosos nacidos en Frontignan
- Pierre Vilar, historiador e hispanista.

## Enlaces externos

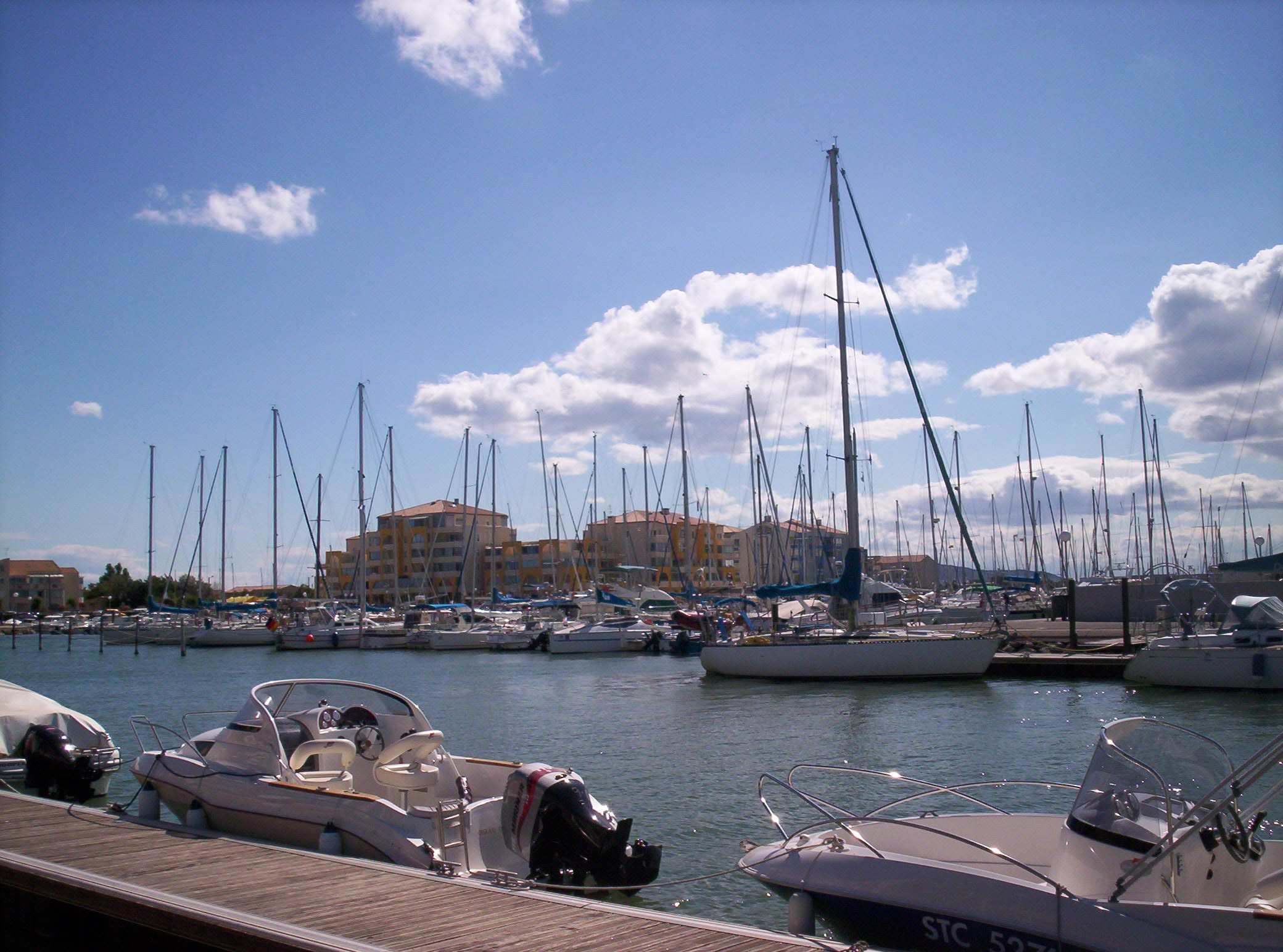
Puerto deportivo.

## Hermanamientos
- Gaeta, Italia
- Vizela, Portugal
- Pineda de Mar, España
- Rincón, Marruecos